# Erich von Holst
Erich von Holst, celým jménem Erich Walther von Holst (28. listopadu 1908 Riga – 26. května 1962 Herrsching am Ammersee) byl německý behaviorální biolog a neuroetolog.

## Život
Erich von Holst se narodil v Rize a školní léta strávil v Gdaňsku. Studoval na Univerzitě Christiana Albrechta v Kielu, na Univerzitě ve Vídni a na Univerzitě Friedricha Wilhelma v Berlíně. V letech 1934 až 1936 pracoval jako asistent na zoologické stanici v Neapoli, kde prováděl výzkum kinetiky a účinků sil a jejich relativní koordinace ve vztahu k letu ptáků. V roce 1937 přešel  do Zoologického ústavu Berlínské univerzity jako asistent. V Berlíně se 12. února 1937 poprvé setkal s Konradem Lorenzem, který ho přesvědčil o nesprávnosti tehdy široce přijímané teorie reflexních řetězců. V roce 1938 byl přijat jako vedoucí asistent na Zoologickém ústavu Univerzity Georga Augusta v Göttingenu.  Na univerzitě v Göttingenu Holst provedl rozsáhlý výzkum mechaniky okřídleného letu a zkonstruoval řadu realistických replik ptáků a dalších létajících tvorů, včetně modelů pterosaurů a vážek. V roce 1946 se  stal řádným profesorem zoologie a ředitelem Zoologického ústavu na univerzitě v Heidelbergu.
V 50. letech 20. století založil v Seewiesenu v Bavorsku Institut Maxe Plancka pro behaviorální fyziologii. V roce 1957 byl zvolen členem Leopoldiny. V letech 1947 až 1949 byl řádným členem Heidelberské akademie věd a humanitních věd a od roku 1949 členem korespondentem. V roce 1947 byl zvolen členem korespondentem Göttingenské akademie věd a humanitních věd. Zemřel v roce 1962 ve věku 53 let na srdeční vadu, která existovala od dětství.